# Nomioides ino
Nomioides ino là một loài Hymenoptera trong họ Halictidae. Loài này được Nurse mô tả khoa học năm 1904.